# Lutrau
Lutrau is een historisch motorfietsmerk.
De bedrijfsnaam was: Ludwig Traunspurger GmbH, Walldorf/Baden.
Ludwig Traunspurger was een Duitse fabrikant van auto-onderdelen en accessoires, die ook goede motorfietsen met eigen 198- tot 346cc-tweetaktmotoren bouwde en 350-en 500cc-zijkleppers maakte.
Toen Ludwig Traunspurger in 1923 motorfietsen ging maken, deden honderden andere Duitse bedrijven hetzelfde. Door de hevige concurrentie gingen de meesten al snel weer ten onder, alleen in 1925 gebeurde dat met 150 bedrijven. Dat Lutrau dit overleefde lag waarschijnlijk aan de goede kwaliteit, het uitgebreide modellenaanbod én het feit dat ook auto-onderdelen werden geproduceerd. Toch beëindigde Lutrau in 1932 de productie.